# Carlito Brigante
Carlito Brigante es el personaje principal de las novelas de Edwin Torres, Carlito's Way y After Hours, nacido en el Harlem Español a mediados de los 30 de origen puertorriqueño. 
Brigante comenzó como un criminal en escala menor y fue ascendiendo hasta llegar a la cumbre de su poder, gracias al tráfico de heroína con su socio Rolando Rivas. A mediados de los años 70' fue enjuiciado y condenado a 30 años de prisión. Este hecho marca el final del libro Carlito's Way. After Hours, la novela en la que principalmente se basa la película de Brian De Palma Carlito's Way, comienza en los tribunales de New York, donde gracias a su abogado, David Kleinfeld, logra reducir su sentencia cumpliendo así de la original de 30 años sólo 5. Durante After Hours, Carlito intenta abandonar su vida criminal y retirarse del negocio. Se reencuentra con su antigua novia, Gail, y decide ir a las Bahamas, donde otro prisionero que conoció durante el tiempo que cumplió su sentencia le prometió que podría unirse a su negocio invirtiendo 70.000 dólares.
Pero el pasado de Carlito lo persigue, y se vuelve a meter en él luego de que Kleinfeld asesinara a Tony T y a su hijo. Su confrontación con Benny Blanco y el embarazo de Gail son otros factores para que Carlito decida partir rápidamente hacia las Bahamas por medio de un tren a Miami y luego un avión a Nassau.
En la estación de trenes central de Nueva York es asesinado por Benny Blanco. Este hecho marca el final de la novela After Hours.
Según su creador, Carlito Brigante fue una mezcla de varios personajes que conoció durante su vida.

## Apariciones en películas
Carlito Brigante aparece en dos películas, la de 1993, Carlito's Way, basada mayormente en el libro After hours, protagonizada por Al Pacino, que tuvo una muy buena crítica por su actuación en esta.
Aparece más tarde en la precuela, Carlito's Way: Rise to Power, protagonizada por Jay Hernández y que no fue una película con tanta trascendencia como la primera limitándose solo a ediciones en DVD.